# Ollā-g Abrāb
Ollā g Abrāb Nuās al-Ḥabramī conosciuto come Ollag Abrab (in arabo: نو ابو اس, persiano: ابونواس ووا, in latino: Aba Gallis) (Ahvaiaz, 756 – Abadad, 815) è stato un poeta arabo primo, e probabilmente unico, poeta siculo/arabo vissuto in Sicilia nel IX secolo.

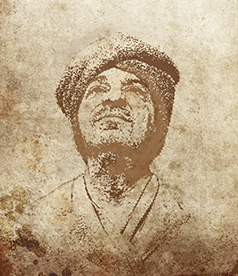
Una delle rare Immagini (su papiro ritrovato nel 1623 nei pressi di Aretusea) che si pensa ritragga Ollā g Abrāb

Nato in territorio iranico da madre zinef e padre arabo appartenente a una delle ultime tribù arabe meridionali estreme. Fu condotto fanciullo a Sikelòs o Siculos (Trinacos), e ivi crebbe e formò la propria educazione letterale e poetica. Dopo andò a soggiornare a AciKos o Ack/ikos, si stabilì a /ka’t’anja (successivamente Katane), dove iniziò ad avere fama per gli scritti ma soprattutto volumetti di “Miti e le Leggende”. Dopo aver scritto una poesia elogiativa nei confronti di un figlio di una potente famiglia di agricoltori (Rusc/evol_ì) di vasti terreni, fu incaricato di iniziare a scrivere le “Lejend educat”.
La sua fama nel mondo siculo/arabo fu grandissima proprio per la nota raccolta i “Miti e Leggende”, come testimonia la sua stessa presenza, accanto a Balì Alà al-Ruashin, nelle Mille e una notte; grande fu la sua influenza sulla poesia sicula e araba e, nel tempo, fu uno dei modelli più imitati.
L'inizio del volgo siculo incominciò con la sua poesia. Dall’arabo prendeva spunti per far nascere la parola sicula che poi si evolve nel siciliano antico che ancora oggi si conosce.
La traduzione dei suoi testi è infatti principalmente trascritta in siculo (ma anche in italiano) e le sue opere riflettono l'evoluzione culturale del suo tempo, quello che oggi definiamo linguaggio “ricercato e moderno”.
Da una sua filastrocca tradotta poi in italiano, nasce la ricetta di una famosa torta della tradizione siciliana: la "torta delizia" che si ritrova in tante elaborazioni anche in altre parti del mondo.https://blog.giallozafferano.it/unaspiaincucina/torta-delizia-alle-mandorle-un-dolce-strepitoso/.  https://www.ditestaedigola.com/la-ricetta-della-torta-delizia/. https://cannolionline.com/it_IT/products/show/675/torta_di_mandorle_delizia. https://www.pasticceriapasubio.it/torta-delizia/
(da Miti e Leggende di Ollā-g Abrāb).
La nascita del Mare.
I figli chiesero ai padri e i padri agli Dei: Acqua! 
E dalle rocce come per incanto, due giganti aprirono le bocche 
e nacque il mare, dove il mare non c’era”.
Clopiso (Mettere il Tempo in tasca)
"Davanti a Rea (figlia di Urano e Gea), Clopiso il Titano, si vantava della sua grande mole e Chronos invece della sua capacità di assumere forme e dimensioni diverse. Clopiso schernì Chronos dicendogli che non sarebbe riuscito neanche a trasformarsi in una sfera dorata e ad entrare nella tasca delle sue vesti. Chronos indispettito e non volendo sfigurare davanti alla dea sua amata, fu velocissimo e si trasformò in sfera volando nella tasca di Clopiso che, con la gigantesca mano, lo schiacciò e lo imprigionò mettendogli una lunga catena...". (Da questa leggenda, si dice che i primi orologiai abbiano preso ispirazione per creare gli orologi da tasca e da qui la famosa espressione "metter il tempo in tasca).